# Max Burckhard
Max Eugen Burckhard, född den 14 juli 1854 i Körnenburg, död den 16 mars 1912 i Wien, var en österrikisk jurist och författare. 
Burckhard blev 1886 privatdocent i österrikisk privaträtt vid universitetet i Wien, var 1890-1897 chef för Burgteatern och upptog då Henrik Ibsen, Gerhart Hauptmann, Hermann Sudermann, Arthur Schnitzler med flera samtida dramatiker på spellistan, var sedan bland annat medutgivare av "Die Zeit". Utom juridiska skrifter, System des oesterreichischen Privatrechts (tre band, 1883-89), Zur Reform der juridischen Studien (1887), Das Recht der Schauspieler (1896), Der Entwurf eines neuen Pressgesetzes (1902), Zur Reform des Irrenrechts (1904) med flera, författade Burckhard romaner (Simon Thums, 1897, Gottfried Wunderlich, 1906) och berättelser, mycket omtyckta komedier och folkpjäser, som Die Bürgermeisterwahl (1897) och s'Katherl (1898, belönad med Raimundpriset), ett arbete om Franz Stelzhamer och dialektdiktningen i övre Österrike (1905), en samling teaterkritiker och -uppsatser (två band, samma år) med mera och Quer durch das Leben (1908).